# Пречисте (Духовщинський район)
Пречисте (рос. Пречистое) — село в Духовщинському районі Смоленської області Росії. Адміністративний центр Пречистенського сільського поселення.
Населення — 1128 осіб (2007).

## Розташування
Розташоване у північній частині області біля витоків річки Аржать, за 35 км на північний захід від міста Духовщина, на перетині автодороги Р 136 Смоленськ-Нелідово та залізниці Смоленськ—Озерний.

## Історія
Станом на 1885 рік у колишньому державному селі Старе (Пречисте, Залісся), центрі Пречистенської волості Духовщинського повіту Смоленської губернії, мешкало 200 осіб, налічувалось 25 дворових господарства, існували православна церква, богодільня, школа, поштова станція, постоялий двір, відбувалось 5 торжків.
1929—34 та 1935—61 роках село було адміністративним центром Пречистенського района Смоленської області.
У селі є художній музей. 